# Steenarend

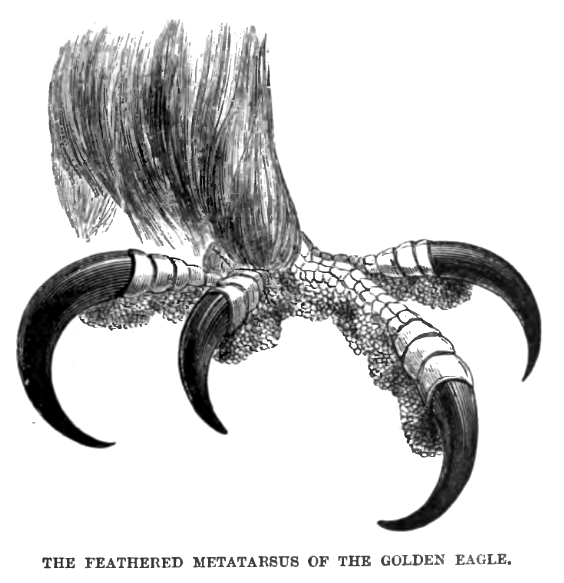
Klauwen van de steenarend

De steenarend (Aquila chrysaetos) is een roofvogel uit de familie van havikachtigen (Accipitridae). De wetenschappelijke naam van de soort werd als Falco chrysaetos in 1758 gepubliceerd door Carl Linnaeus. Op dezelfde pagina publiceerde hij ook de naam Falco fulvus, door Francis Willughby en John Ray als aparte soort genoemd maar nu als een synoniem beschouwd.

## Veldkenmerken
De steenarend heeft een lengte van 80 tot 93 cm met een spanwijdte van 1,90 tot 2,25 m en is daarmee een van de grootste arenden op het noordelijk halfrond. Zijn krachtige poten hebben lange, puntige klauwen. Zijn maximale leeftijd in de natuur is circa 25 jaar; in gevangenschap kan deze vogelsoort circa 46 jaar worden. Het verenkleed is grotendeels donkerbruin, met in de nek iets verlengde, goudkleurige veren. Dit verenkleed is bij beide geslachten gelijk. De steenarend is bijzonder snel. Met zijn maximale snelheid tijdens een duikvlucht van 320 km/h is het de op een na snelste vogel op aarde, op de slechtvalk met 350 km/h na.

## Leefwijze
De steenarend heeft een zeer goed gezichtsvermogen. De steenarend kan een konijn zien vanaf een hoogte van twee kilometer. Niet alleen konijnen worden gegeten, maar ook marmotten, eekhoorns, hoenders, schildpadden, slangen en aas. De prooien worden meestal gevangen na een lange, lage glijvlucht.
Steenarenden zijn opportunistische jagers die allerlei diersoorten aanvallen. In zeer zeldzame gevallen vallen ze ook grote dieren aan, zoals herten en coyotes. In 2013 werd vastgelegd hoe een sikahert gedood en opgegeten werd en in 2004 werd een berenjong aangevallen. Er zijn geen aanvallen op mensen bekend.

## Voortplanting
Het nest van een steenarend is zo'n twee meter doorsnede. Het wordt op een rotsrichel of in een boom gebouwd.
Een legsel bestaat meestal uit twee eieren, en de kuikens wegen rond de 100 gram als ze uit het ei komen. Het tweede kuiken komt later uit dan het eerste. Zo ontstaat er een verschil in grootte en zal in de meeste gevallen (in ± 80% van de nesten gebeurt dit) het oudste jong het jongste al na een paar dagen doodmaken, zonder dat de volwassen vogels ingrijpen.
Dat tweede ei is een soort extra zekerheid, voor het geval een ei kapot zou gaan of het oudste jong niet zou overleven. De eieren zijn ongeveer 76 bij 59 mm groot en de broedduur is 43 tot 45 dagen.
Het jong (of jongen) blijft ongeveer 70 dagen in het nest en zal dan zijn eerste vlucht maken.
De jongen zijn na drie jaar geslachtsrijp en kunnen dan hun eigen nest gaan grootbrengen.
De jongen worden door hun ouders gevoerd met afgescheurde stukjes vlees, zelfs nog maanden nadat ze zijn uitgevlogen. Desondanks sterven er veel in hun eerste levensjaar.

## Verspreiding
Steenarenden komen voor op bijna het gehele noordelijk halfrond. In Nederland is de steenarend een zeldzame verschijning, in totaal zijn er 21 goed gedocumenteerde waarnemingen. In België zijn er vier waargenomen in de Ardennen. In Noord-Amerika broeden ze van Alaska tot Mexico, voornamelijk aan de westzijde van het continent, maar via Canada komen ze voor tot aan Nova Scotia, tussen de Hudsonbaai en de Grote Meren door. In Azië komen ze bijna overal ten noorden van de Himalaya voor, maar in Europa broeden ze alleen in Scandinavië, Schotland, Noord-Rusland, Spanje, Zwitserland, Italië, Griekenland en de Alpen. In Afrika zijn ze beperkt tot Tunesië, Algerije en Marokko. 

## Ondersoorten
Er worden zes ondersoorten onderscheiden:
- A. c. chrysaetos: van Europa tot het noordelijke deel van Centraal-Azië.
- A. c. kamtschatica Severtsov, 1888: noordoostelijk Azië.
- A. c. japonica Severtsov, 1888: Korea en Japan.
- A. c. daphanea Severtsov, 1888: centraal Azië.
- A. c. homeyeri Severtsov, 1888: van het Iberisch Schiereiland, noordelijk Afrika via het Midden-Oosten tot Iran en Oezbekistan.
- A. c. canadensis (Linnaeus, 1758): Alaska, Canada, de westelijke Verenigde Staten en het westelijke deel van Centraal-Mexico.

## Status
De grootte van de populatie is in 2020 geschat op 85-160 duizend volwassen vogels. Op de Rode Lijst van de IUCN heeft deze soort de status niet bedreigd.

## Bescherming
In het verleden werden deze vogels afgeschoten omdat men ze ten onrechte voor veerovers aanzag, maar tegenwoordig is de soort in veel landen beschermd.